# Fabrizio Caligara
Fabrizio Caligara (Borgomanero, 12 aprile 2000) è un calciatore italiano, centrocampista del Sassuolo.

## Caratteristiche tecniche
Di ruolo mezzala, può giocare sia a destra, sia a sinistra in un centrocampo a tre, ma può anche essere schierato da mediano in un centrocampo a due. Mancino naturale, è abile nei contrasti difensivi, nonché negli inserimenti in area avversaria, e dotato di una buona tecnica di base al tiro. Si distingue anche per le doti atletiche e la grinta con cui scende in campo.

## Carriera

### Club

#### Gli inizi, Juventus ed esordio in Champions
Caligara inizia la sua carriera nelle giovanili di Inter e Pro Vercelli, prima di essere acquistato dalla Juventus; il 12 settembre 2017 esordisce in prima squadra, subentrando al posto di Gonzalo Higuaín nel finale della partita di UEFA Champions League persa per 3-0 sul campo del Barcellona.

#### Cagliari e prestiti a Olbia e Venezia
Il 1º febbraio 2018 viene acquistato a titolo definitivo dal Cagliari; il 17 aprile 2018 esordisce in Serie A, allo Stadio San Siro contro l'Inter, sostituendo Andrea Cossu dopo 73 minuti.
Il 16 agosto 2018 viene ceduto in prestito all'Olbia, con cui gioca per una stagione in Serie C. Dopo aver saltato tutta la prima fase della stagione a causa di un infortunio muscolare, il 9 marzo 2019 debutta ufficialmente con il club sardo, nella gara vinta in casa del Gozzano.
L'anno seguente gioca invece in prestito al Venezia, con cui totalizza 16 presenze (senza convincere) ed una rete nel campionato di Serie B.
A fine stagione fa ritorno al Cagliari in Serie A, venendo confermato dall'allenatore dei sardi Eusebio Di Francesco. Tuttavia, dopo avere totalizzato 12 presenze tra campionato e Coppa Italia, nella sessione di calciomercato invernale viene inserito nella lista dei partenti.

#### Ascoli
Il 1º febbraio 2021 viene ceduto dai rossoblù, sempre in prestito in Serie B, questa volta all'Ascoli. Tornato ai sardi, l'11 agosto 2021 viene nuovamente ceduto in prestito ai bianconeri. Il 14 gennaio 2022 trova il suo primo gol, su calcio di rigore, con i bianconeri, contribuendo alla vittoria per 2-4 sul campo della Ternana. Si ripete, di nuovo da penalty, la giornata successiva nella partita vinta per 1-3 sul Cosenza. Segna la sua terza e ultima rete della stagione nella partita vinta contro la Reggina per 2-0. Al termine della stagione viene acquistato a titolo definitivo dalla società marchigiana.
Comincia l'annata 2022-2023 giocando da titolare la gara contro il Venezia valida per il primo turno di Coppa Italia. Debutta in campionato il successivo 14 agosto, nella gara contro la Ternana (2-1), dove fornisce i due assist fondamentali per le due reti dei bianconeri. Impiegato con continuità anche in quest'annata, al termine della stessa colleziona un totale di 35 presenze e 2 reti. 
Il 17 marzo 2024 segna la sua prima doppietta della carriera, realizzando due calci di rigore nella partita vinta per 4-1 contro il Lecco, ma conclude la stagione con la retrocessione in Serie C. Lascia i bianconeri dopo aver raccolto complessivamente 110 presenze e 10 reti.

#### Sassuolo e prestito alla Salernitana
Il 20 luglio 2024, viene acquistato a titolo definitivo dal Sassuolo, neo-retrocesso in Serie B. Esordisce con i neroverdi il 9 agosto seguente, nel match di Coppa Italia contro il Cittadella. Il 18 agosto debutta anche in campionato, nel pareggio esterno contro il Catanzaro. Tuttavia coi neroverdi trova poco spazio, racimolando nei suoi primi sei mesi un totale di sole 7 presenze.
Il 16 gennaio 2025 viene ceduto in prestito con obbligo di riscatto condizionato alla Salernitana. Fa il suo debutto in maglia granata due giorni dopo, rilevando Jeff Reine-Adélaïde nel match casalingo vinto contro la Reggiana. Il giocatore chiude la propria esperienza in granata collezionando 8 sole presenze, non venendo riscattato causa la retrocessione degli Ippocampi.

### Nazionale
Caligara ha rappresentato l'Italia in Under-16, Under-17 ed Under-19.

## Statistiche

### Presenze e reti nei club
Statistiche aggiornate al 15 giugno 2025.
| Stagione        | Squadra         | Campionato      | Campionato | Campionato | Coppe nazionali | Coppe nazionali | Coppe nazionali | Coppe continentali | Coppe continentali | Coppe continentali | Altre coppe | Altre coppe | Altre coppe | Totale | Totale | Totale |
| Stagione        | Squadra         | Comp            | Pres       | Reti       | Comp            | Pres            | Reti            | Comp               | Pres               | Reti               | Comp        | Pres        | Reti        | Pres   | Reti   |        |
| --------------- | --------------- | --------------- | ---------- | ---------- | --------------- | --------------- | --------------- | ------------------ | ------------------ | ------------------ | ----------- | ----------- | ----------- | ------ | ------ | ------ |
| 2017-gen. 2018  | Juventus        | A               | 0          | 0          | CI              | 0               | 0               | UCL                | 1                  | 0                  | SI          | 0           | 0           | 1      | 0      |        |
| gen.-giu. 2018  | Cagliari        | A               | 1          | 0          | CI              | -               | -               | -                  | -                  | -                  | -           | -           | -           | 1      | 0      |        |
| 2018-2019       | Olbia           | C               | 6          | 0          | CI-C            | 0               | 0               | -                  | -                  | -                  | -           | -           | -           | 6      | 0      |        |
| 2019-2020       | Venezia         | B               | 16         | 1          | CI              | 0               | 0               | -                  | -                  | -                  | -           | -           | -           | 16     | 1      |        |
| 2020-gen. 2021  | Cagliari        | A               | 10         | 0          | CI              | 2               | 0               | -                  | -                  | -                  | -           | -           | -           | 12     | 0      |        |
| Totale Cagliari | Totale Cagliari | Totale Cagliari | 11         | 0          |                 | 2               | 0               |                    | -                  | -                  |             | -           | -           | 13     | 0      |        |
| gen.-giu. 2021  | Ascoli          | B               | 15         | 0          | CI              | -               | -               | -                  | -                  | -                  | -           | -           | -           | 15     | 0      |        |
| 2021-2022       | Ascoli          | B               | 32+1       | 3          | CI              | 0               | 0               | -                  | -                  | -                  | -           | -           | -           | 33     | 3      |        |
| 2022-2023       | Ascoli          | B               | 33         | 2          | CI              | 2               | 0               | -                  | -                  | -                  | -           | -           | -           | 35     | 2      |        |
| 2023-2024       | Ascoli          | B               | 26         | 5          | CI              | 1               | 0               | -                  | -                  | -                  | -           | -           | -           | 27     | 5      |        |
| Totale Ascoli   | Totale Ascoli   | Totale Ascoli   | 106+1      | 10         |                 | 3               | 0               |                    | -                  | -                  |             | -           | -           | 110    | 10     |        |
| 2024-gen. 2025  | Sassuolo        | B               | 4          | 0          | CI              | 3               | 0               | -                  | -                  | -                  | -           | -           | -           | 7      | 0      |        |
| gen.-giu. 2025  | Salernitana     | B               | 7+1        | 0          | CI              | -               | -               | -                  | -                  | -                  | -           | -           | -           | 8      | 0      |        |
| Totale carriera | Totale carriera | Totale carriera | 151        | 11         |                 | 8               | 0               |                    | 1                  | 0                  |             | 0           | 0           | 160    | 11     |        |